# Put You on the Game
«Put You on the Game» — пісня американського репера The Game, останній офіційний сингл з його дебютного альбому The Documentary. Її написав The Game та спродюсував дует Timbaland та Danja. Це був перший сингл The Game після біфу з засновником групи G-Unit 50 Cent, що розпочався після випуску мікстейпу You Know What It Is Vol. 3. Ця пісня не досягла такого успіху, як попередні сингли, зокрема навіть не потрапила до Billboard Hot 100 й посіла лише 96-те місце у Hot R&B/Hip-Hop Songs та 44-те місце в About.com's Best Hip-Hop Songs of 2005.
The Game згадує в пісні кількох виконавців, пісень та альбомів, зокрема The Chronic, N.W.A., Makaveli, The Notorious B.I.G., Public Enemy, Flavor Flav, G-Unit, 50 Cent, Dr. Dre та його пісню «Let Me Ride», Eve та Snoop Dogg.

## Історія
Анджело Сандерс (A&R на Aftermath): «Timbaland був крутий у той час. Окей, загалом завжди крутий. Тож ми вирішили зв'язатися з ним. Проблема була в тому, що ми шукали сингл. Взагалі-то ми вже мали сингли, але були деякі сумніви. Саме тому ми шукали запасний варіант. Я сказав: «Чувак, я не можу навіть подумати про когось іншого окрім Тімби». Менеджер Гейма Джиммі Генчмен виявив суттєву підтримку і сприяв тому, що ця пісня з'явилася».
Було потішно працювати з Тімбом, тому що він міг з'явитися у нас о 2 чи 3 годині ночі повністю адекватним після тусовки в клубі. Спочатку у нас нічого не виходило, бо це був перший раз, коли ми з ним працювали й потрібен був цілий процес, в ході якого Тім міг би зрозуміти й "увібрати" те, що ми робили. Втім не було такого, щоби він просто відпочивав і розважався в студії, чхаючи на те, що ми старалися одержати як результат. Він дуже пильно стежив за нами й за тим, що ми на той момент робили. Таким чином, поступово народився біт для "Put You On The Game".»

## Музичне відео
У музичному відео окрім The Game з'являються майже всі учасники сформованого ним лейбла Black Wall Street. У відео показано різні місця Лос-Анджелеса, зокрема нижнє місто Комптон. Також є й такі місця як Стейплс-центр, The Watts Towers та LAX. Під час перегляду DVD Stop Snitchin, Stop Lyin The Game дивиться кліп «Put You on the Game» і розказує про деякі кадри в кліпі. Оскільки кліп вийшов одразу ж після початку біфу з 50 Cent, The Game не міг його оминути. Тож у кліпі є кілька кадрів, присвячених 50 Cent. В одному з кадрів з'являється людина у масці горили, The Game пояснив, що це і є 50. Також у наступному кадрі з'являється фотографія трупа людини, взутого в кросівки G-unit, обгороджена поліційною стрічкою. The Game пояснив, що це «ніщо інше як смерть кар'єри 50 Cent». Втім у фінальну версію кліпу ці кадри так і не потрапили.

## Ремікси
- Було зроблено кілька реміксів на пісню, зокрема ремікс за участю Fabolous та Fat Joe. Інший ремікс було згодом зроблено за участі Каньє Веста. Третій ремікс містив куплети від Bun B, Chamillionaire та Slim Thug, які можна почути на мікстейпі DJ Smallz Southern Smoke 21.
- Psychopathic Rydas використали біт на своєму альбомі Duk Da Fuk Down. Пісня отримала назву Killin' Shit й вийшла на Joe and Joey Records.
- Chamillionaire та його брат Rasaq використали біт для свого фрістайлу, який можна почути на мікстейпі DJ Obscene Houston We Have A Problem Vol. 1.
- Trae та його гурт Assholes By Nature використали біт, аби створити пісню «I'm A Asshole», яка є на мікстейпі DJ Drama.
- Крім того, є ремікс у виконанні Crooked I, з його серії Hip Hop Weekly.
- Також є ремікси, зроблені гуртом Re-Up Gang, до складу якого входять Malice та Pusha T з дуету Clipse, а також Ab Liva та Sandman.
- Каньє Вест також зробив ремікс.

## Судові процеси
Через два роки після виходу синглу на The Game, Timballand і Danja та компанії, що займалися дистрибуцією синглу було подано в суд за використання не чистого семплу пісні. Індійська компанія Saregama India Ltd. подала позов до суду, звинувачуючи Timbaland у використанні семплів із пісні Baghor Mein Bahar Hai 1967 року із серії боллівудських фільмів без відповідних на те прав. За повідомленнями The Game та Timbaland, використали два семпли з пісні для треку «Put You On Game» з альбому The Documentary. Остаточна постанова судді Рестані звучала так:

| «Навіть якби пісня "BMBH" була покрита відповідними погодженнями на використання, компанія Saregama однаково не мала б прав на репродукцію "BMBH”, тож Saregama не має достатньо правоспроможності звертатися до суду з подібним позовом про порушення авторських прав. Через це ми підтверджуємо рішення попереднього суду про закінчення судового процесу в спрощеному порядку на користь Відповідача.» Оригінальний текст (англ.) «Even if BMBH were covered by the agreement (a question we need not decide), Saregama would not currently own a copyright in the BMBH sound recording and thus lacks statutory standing to bring this copyright infringement action. We, therefore, affirm the district court’s order granting summary judgment for the Defendants.» |

## Список композицій
1. «Put You on the Game»
2. «Runnin'»
3. «Put You on the Game» (Instrumental)
4. «Put You on the Game» (Video)

## Чарти
| Чарт (2005 —2006)                         | Пікова позиція |
| ----------------------------------------- | -------------- |
| Ірландія (IRMA)                           | 22             |
| Велика Британія (Official Charts Company) | 46             |
| США (Hot R&B/Hip-Hop Songs) (Billboard)   | 96             |